# Плугена-Ланга
Плугена-Ланга (фр. Plouguenast-Langast) — новая коммуна на северо-западе Франции, находится в регионе Бретань, департамент Кот-д’Армор, округ Сен-Бриё, кантон Мюр-де-Бретань. Расположена в 94 км к западу от Ренна и в 37 км к югу от Сен-Бриё, в 26 км от национальной автомагистрали N164. Через территорию коммун протекает река Лье.
Население (2016) — 2 492 человека.

## История
Коммуна образована 1 января 2019 года путем слияния коммун Ланга и Плугена. Центром новой коммуны является Плугена. От него к новой коммуне перешли почтовый индекс и код INSEE. На картах в качестве координат Плугена-Ланга указываются координаты Плугена.

## Достопримечательности
- Церковь Святого Петра XVI—XIX веков в Плугена
- Церковь Святого Галла XI—XVI веков в Ланга
- Особняк Ла Туш-Бранденёф

## Администрация
Первым мэром Плугена-Ланга в январе 2019 года был избран Анж Эллоко (Ange Helloco), с 1999 года занимавший пост мэра Плугена.

## Галерея
- Церковь Святого Петра
- Особняк Ла Туш-Бранденёф
- Церковь Святого Галла